# Heidelberg

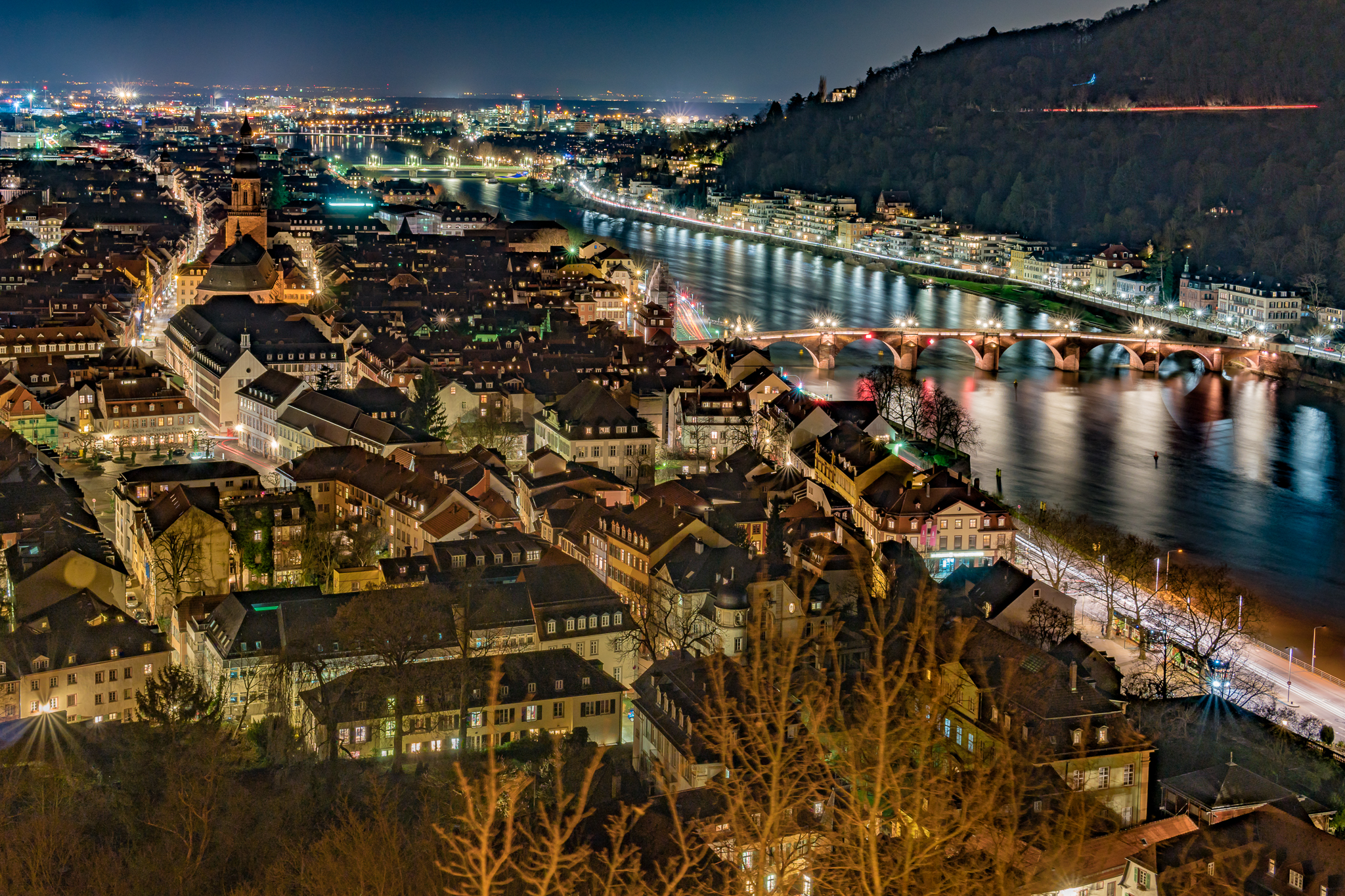
Vista desde el parque del castillo hacia el casco antiguo con la Heiliggeistkirche (Iglesia del Espíritu Santo) y el Alter Brücke (Puente Viejo) a través del Neckar hasta el Philosophenweg (Camino de los Filósofos), reconocible por las huellas de la luz de un vehículo.

Heidelberg (ocasionalmente llamada Heidelburgo en español) es una ciudad situada en el valle del río Neckar en el noroeste de Baden-Wurtemberg (Alemania). Es famosa por su centro histórico con el castillo de Heidelberg y por tener la universidad más antigua del país (y una de las más prestigiosas de Europa),  por lo que es un importante centro cultural y destino turístico.
Heidelberg tiene 150 000 habitantes. Es una «ciudad-distrito» (Stadtkreis) y al mismo tiempo sede del distrito de Rin-Neckar que la rodea (Rhein-Neckar-Kreis) en la densamente poblada región de Rin-Neckar-Dreieck que incluye las ciudades de Mannheim y Ludwigshafen situadas a menos de 30 km.

## Geografía

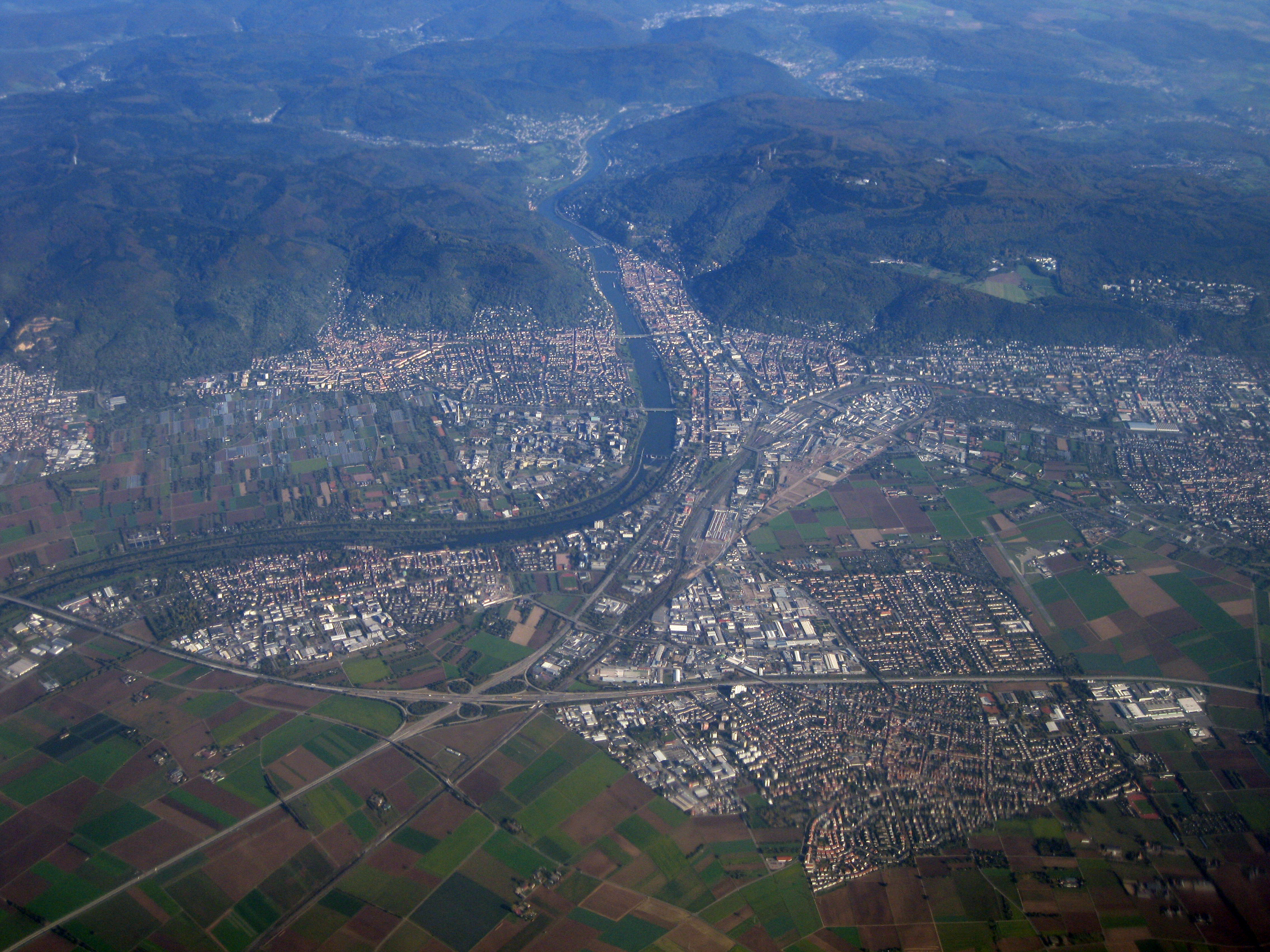
Heidelberg y los suburbios

Heidelberg se encuentra en el valle del río Neckar, en la orilla izquierda de la parte más baja del río Neckar en un valle escarpado en Odenwald. Está limitado por las colinas del Königstuhl (568 m) y el Gaisberg (375 m). El río Necker fluye en una dirección este-oeste. En la orilla derecha del río, la montaña Heiligenberg se alza a una altitud de (445 m). El río Neckar desemboca en el río Rin aproximadamente 22 kilómetros al noroeste de Mannheim. Aldeas incorporadas durante el siglo XX se extienden del valle Neckar a lo largo del Bergstraße, una carretera que atraviesa las colinas del Odenwald.
Heidelberg está en la Ruta senderista europea E1 (Suecia-Umbría).

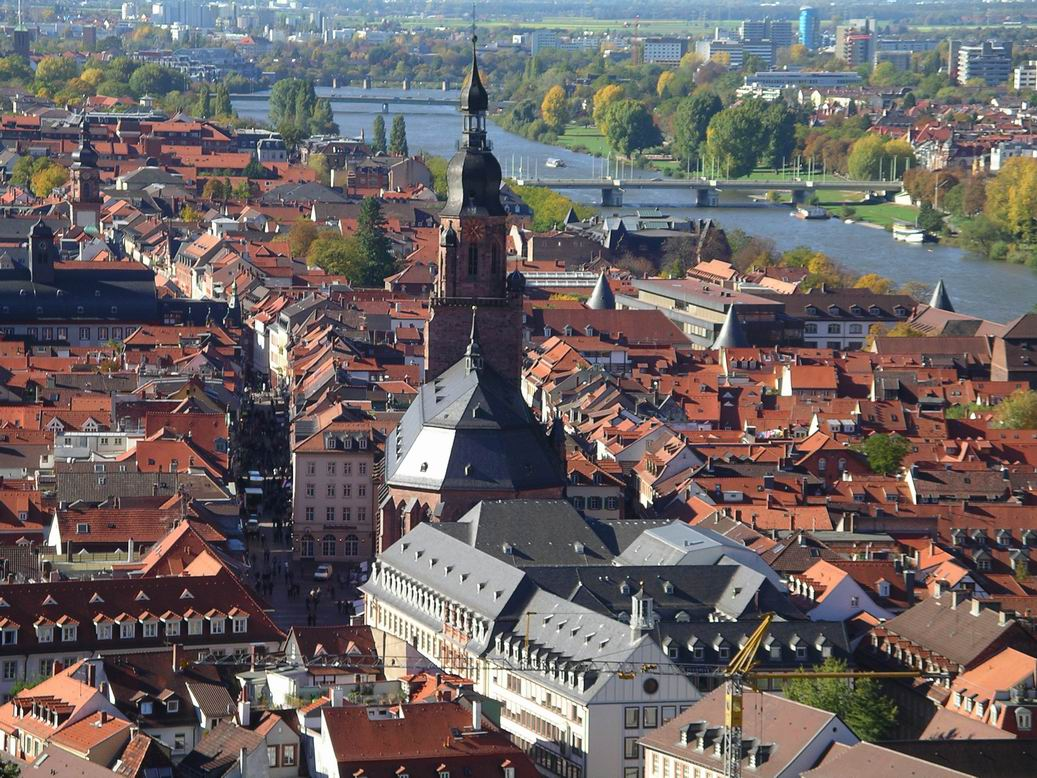
El Altstadt desde el castillo.

### Flora y fauna
Heidelberg está en una de las regiones más cálidas de Alemania, lo que explica que en algunos jardines lleguen a florecer plantas atípicas del clima centroeuropeo, como el almendro (Prunus dulcis) e incluso sobreviven algunas higueras (Ficus carica); hay también un árbol de olivo (Olea europaea) en una calle. Otra curiosidad es que en el año 2000 se reanudó con la tradición de plantar viñas debajo del Philosophenweg (camino de los filósofos) en la ladera del valle del Neckar opuesta a la Ciudad vieja.
Otras curiosidades son las  poblaciones asilvestradas de cotorras africanas (Psittacus erithacus), y de Cisne siberiano, los cuales pueden ser vistos en el río Neckar cerca del barrio de Bergheim.

### Estructura administrativa
Heidelberg es una ciudad-distrito (Stadtkreis) dentro del Regierungsbezirk Karlsruhe. El distrito de Rhein-Neckar rodea y tiene su sede en la ciudad, aunque la ciudad no es parte del distrito. Heidelberg es una parte de la región metropolitana de Rhein-Neckar, a menudo referida como el triángulo de Rhein-Neckar. Esta región consiste de la parte sur del estado federado de Hesse, la parte sur del estado de Renania-Palatinado (Vorderpfalz o Palatinado Anterior), el distrito administrativo de Mannheim y Heidelberg, y los municipios del sur del Rhein-Neckar-Kreis. El triángulo de Rhein-Neckar se convirtió en un área metropolitana europea en 2005.
Heidelberg consta de 15 distritos distribuidos en 6 sectores de la ciudad. En el centro están Altstadt (la ciudad vieja), Bergheim y Weststadt; en el norte, Neuenheim y Handschuhsheim; en el este, Ziegelhausen y Schlierbach; en el sur, Südstadt, Rohrbach, Emmertsgrund y Boxberg; en el sureste, Kirchheim; en el oeste, Pfaffengrund, Wieblingen y un nuevo distrito, llamado Bahnstadt, construido en un terreno en Weststadt y Wieblingen. El nuevo distrito tendrá entre 5.000-6.000 residentes y unos 7.000 empleados.

### Comunidades vecinas
Las siguientes ciudades y comunas rodean la ciudad de Heidelberg, empezando en el oeste y en el sentido de las agujas del reloj: Edingen-Neckarhausen, Dossenheim, Schriesheim, Wilhelmsfeld, Schönau, Neckargemünd, Bammental, Gaiberg, Leimen, Sandhausen, Oftersheim, Plankstadt, Eppelheim (todas parte del Rhein-Neckar-Kreis) y Mannheim.

### Clima
Heidelberg tiene un clima oceánico (Clasificación del clima de Köppen Cfb), definido por el valle protegido entre los bosques del Palatinado y el Odenwald. Durante todo el año, las temperaturas medias están determinadas por las masas de aire marítimo procedentes del oeste. En contraste con la cercana llanura Rin Superior, la posición de Heidelberg en el valle conduce a vientos del este más frecuentes que el promedio. Las laderas del Odenwald favorecen la nubosidad y la precipitación. El mes más caluroso es julio, el más frío, enero. Las temperaturas se elevan constantemente más allá de los 30 °C en pleno verano (Solsticio de verano). De acuerdo con el servicio meteorológico alemán, Heidelberg fue el lugar más cálido en Alemania en 2009.

## Historia

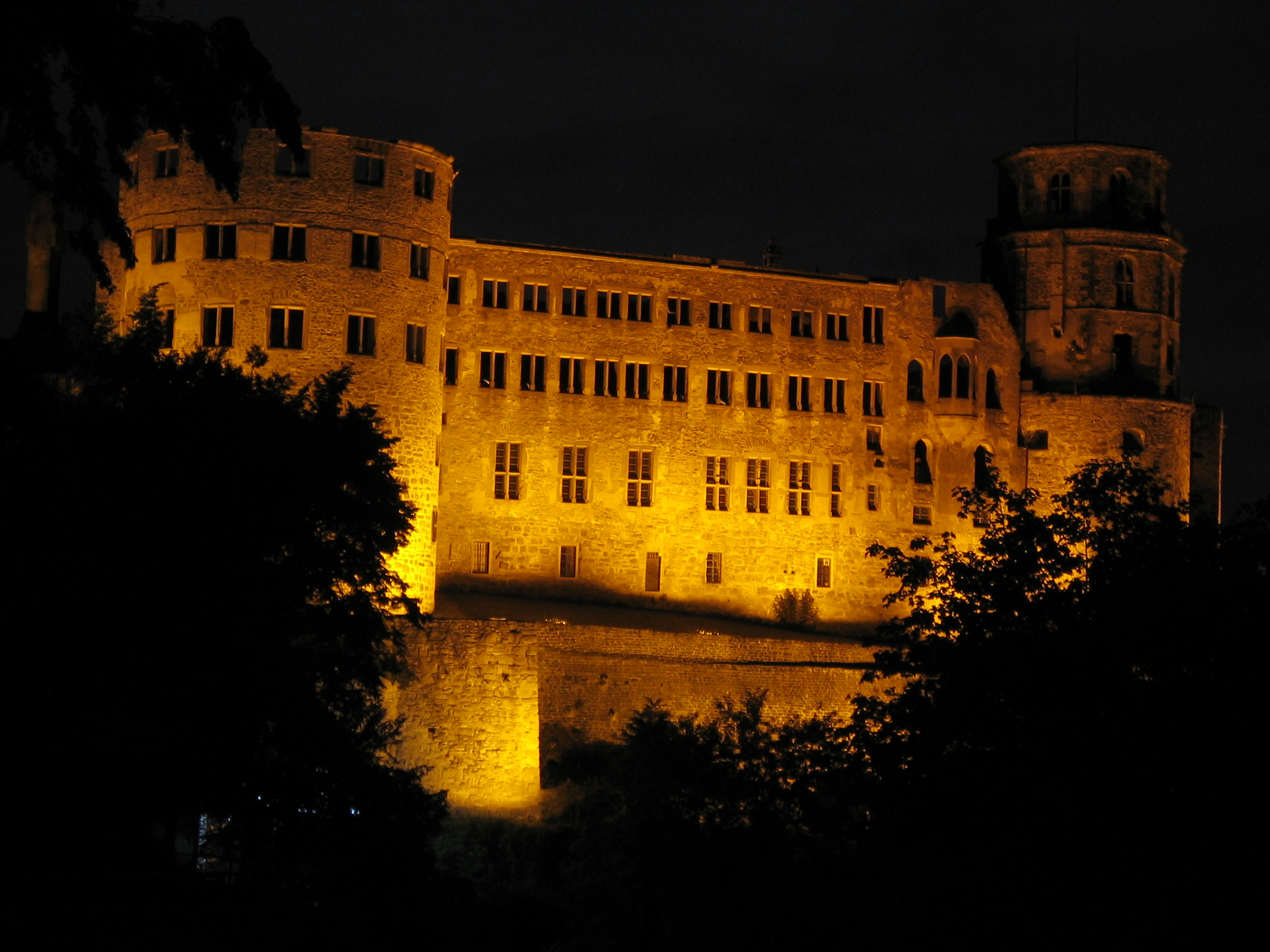
Castillo de Heidelberg

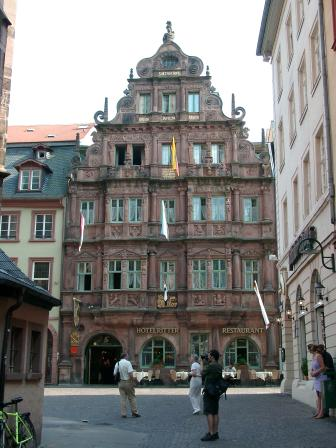
El hotel «Zum Ritter» («al caballero»), uno de los muchos edificios en estilo barroco.

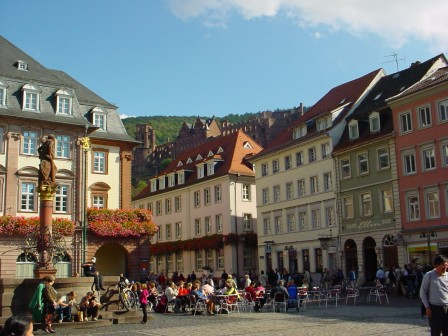
La plaza del mercado, sitio de cafés en verano y del mercado navideño en invierno.

La mandíbula del llamado «Hombre de Heidelberg», descubierta en 1907, constituye una de las primeras pruebas de la vida humana en Europa hace unos 600.000 años.
En el siglo V a. C., existía una fortaleza celta y un lugar de culto en la Heiligenberg, o «Montaña de los Santos».
En el año 40 d. C. el ejército romano ocupó un fuerte y construyó allí campamentos permanentes, una torre de señalización en la ribera del Neckar, así como un puente de madera sobre el río. Los primeros asentamientos civiles se desarrollaron bajo la protección del campamento. Los romanos permanecieron hasta 260 d. C., cuando el campamento fue conquistado por pueblos germánicos.
Los orígenes de la moderna Heidelberg se remontan al siglo V, cuando la aldea Bergheim es mencionada por primera vez en documentos fechados en el año 769. Bergheim se estableció en medio de Heidelberg.

### Cronología
- 863, se fundó el monasterio de San Miguel en el Heiligenberg, en el interior de la doble muralla de la fortaleza celta.
- 1155, el castillo de Heidelberg es asumido por la casa de Hohenstaufen.
- 1195, el Palatinado se unió a la Casa de Welf por matrimonio.
- 1225, Luis I, Duque de Baviera obtuvo el Palatinado y por lo tanto también el castillo.
- 1356, los condes palatinos se conceden derechos de gran alcance en la famosa «Bula de Oro», además de convertirse en electores.
- 1386, la Universidad de Heidelberg es fundada por Ruperto I, Elector del Palatinado. La universidad desempeña un papel fundamental en la época del humanismo y la Reforma y el conflicto entre el luteranismo y el calvinismo en los siglos XV y XVI. La biblioteca de Heidelberg, creada en 1421, es la biblioteca pública más antigua de Alemania que todavía se mantiene intacta. Unos meses después de la proclamación de las noventa y cinco tesis, en abril de 1518, Martín Lutero fue recibido en Heidelberg para su defensa.
- 1620, la corona real de Bohemia fue ofrecida al Elector Federico V del Palatinado (casado con Isabel, hija mayor de Jacobo VI de Escocia). Llegó a ser conocido como el «rey de invierno», ya que sólo reinó durante un invierno hasta que la Casa de Habsburgo recuperó la corona por la fuerza. Esto marcó el inicio de la guerra de los Treinta Años.
- 1622, tras un asedio de dos meses, los ejércitos de la Liga Católica, al mando del conde de Tilly, conquistaron Heidelberg. Tilly regaló al Papa la Biblioteca Palatina de la Iglesia del Espíritu Santo. La rama bávara de la casa de Wittelsbach se hizo con el Palatinado y tomó el título de Príncipe Elector. En 1648, al final de la guerra, el hijo de Federico V, Carlos Luis, puede recuperar sus títulos y territorios.
- Con el fin de fortalecer su poder dinástico, Carlos Luis casó a su hija con Felipe I, duque de Orleans, hermano de Luis XIV, rey de Francia. En 1685, a la muerte de Carlos Luis, Luis XIV reclamó el derecho de sucesión, que fue rechazada, desatando así la guerra. En 1689, la ciudad y el castillo palaciego fueron conquistados por las tropas francesas, llevando a su destrucción casi total en 1693.
- 1815, el emperador de Austria, el emperador de Rusia y el rey de Prusia formaron la «Santa Alianza» en Heidelberg.
- 1848, se decidió celebrar una Asamblea Nacional Alemana en Heidelberg. En 1849, durante la rebelión en el Palatinado y Baden, Heidelberg fue el cuartel general de un ejército revolucionario que fue derrotado por los prusianos cerca de Waghaeusel. La ciudad estuvo ocupada por las tropas de Prusia hasta 1850.
- 1920-1933, la Universidad de Heidelberg y su reputación se vieron favorecidas por una serie de notables médicos (Czerny) y humanistas (Rohde, Weber).

#### Durante el Tercer Reich
1933-1945, durante el régimen nazi, Heidelberg fue una de las plazas fuertes del Partido Nacionalsocialista Alemán de los Trabajadores, que era el más votado en las elecciones antes de 1933. Entre 1934 y 1935, el régimen nazi construyó un enorme anfiteatro en Heiligenberg, al norte de la parte antigua de Heidelberg, para celebrar los acontecimientos de las SS. El teatro se llama Thingstätte y todavía se utiliza para conciertos y eventos ocasionales.
Acabada la contienda, el general George Patton falleció en Heidelberg el 21 de diciembre de 1945 en accidente de tráfico.
Se ha especulado que Heidelberg no fue bombardeada en la Segunda Guerra Mundial por el Ejército de los Estados Unidos, porque este quería que Heidelberg sirviera como guarnición después de la guerra. De hecho, como Heidelberg no era ni un centro industrial ni de transporte, los ataques aéreos se centraron en las ciudades industriales de Mannheim y Ludwigshafen. En 1945, la Universidad volvió a abrir gracias al cirujano Karl Heinrich Bauer y el filósofo Karl Jaspers.

## Educación

### Universidades

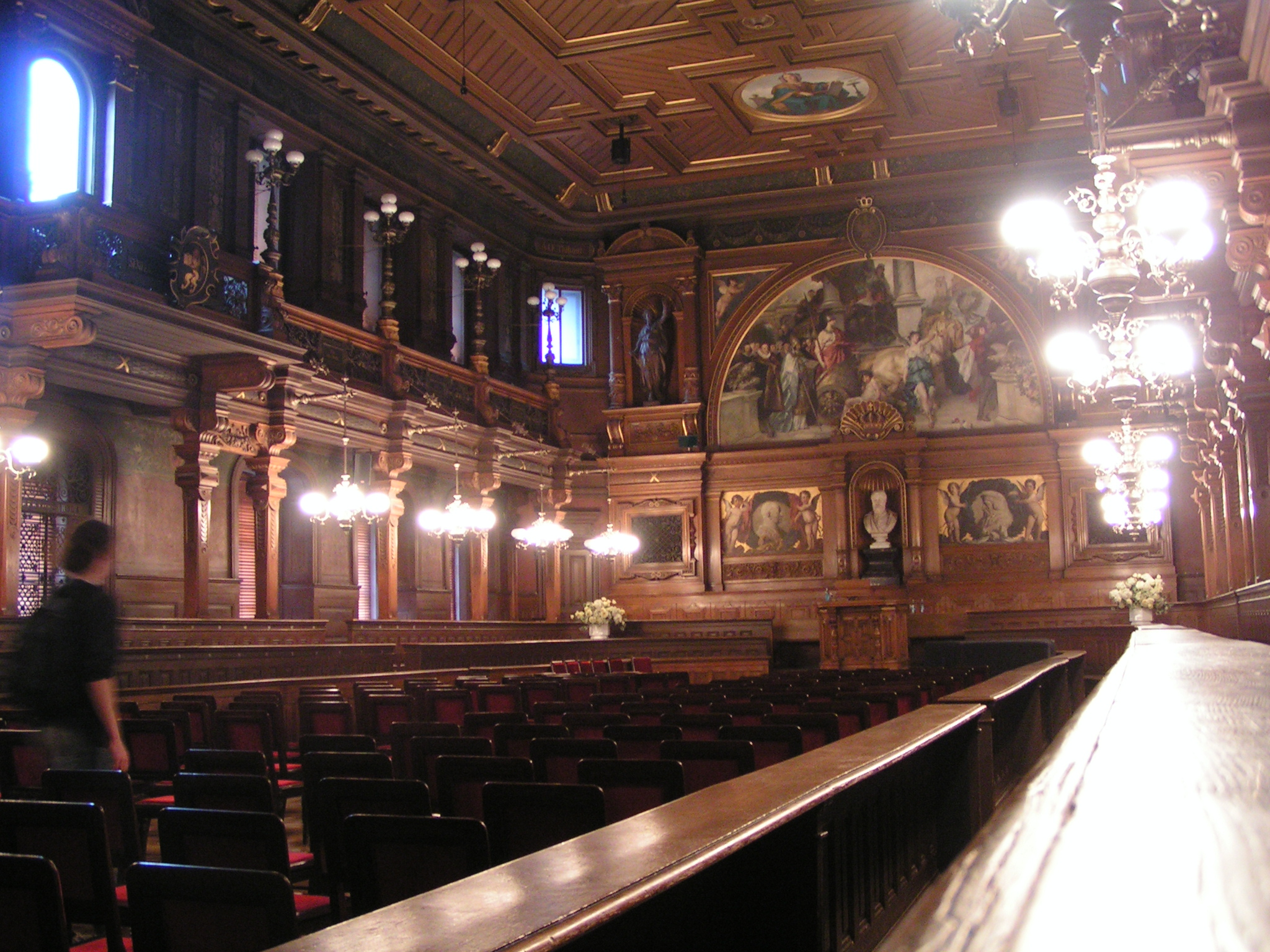
Antigua aula de la universidad

Heidelberg es conocida por sus instituciones de educación superior. La más famosa de ellas es la Universidad de Heidelberg. Fundada en 1386, es una de las instituciones más antiguas y prestigiosas en Europa. De hecho, Heidelberg es la ciudad universitaria más antigua de Alemania. Entre los pensadores prominentes asociados a la institución figuran Georg Wilhelm Friedrich Hegel, Karl Jaspers, Hans-Georg Gadamer, Jürgen Habermas, Karl-Otto Apel y Hannah Arendt. El campus se encuentra en dos áreas urbanas con varios edificios. Numerosos edificios históricos de la ciudad albergan las facultades de humanidades, de ciencias sociales y la facultad de Derecho. La escuela de ciencias aplicadas se halla en la Torre de la Ciencia en Wieblingen. Las Facultades de Medicina y de ciencias naturales están asentadas en el Campus Neuenheimer Feld.
Desde 1904 existe la Escuela Superior de Ciencias de la Educación, Pädagogische Hochschule Heidelberg, y de 1979 data la Escuela Superior de estudios judíos, Hochschule für Jüdische Studien Heidelberg. Esta última se compone de nueve ramas especializadas en la religión y la cultura judía. La Schiller International University, una universidad privada americana, también está representada por un campus en Heidelberg, la cual ofrece varios programas de pregrado y postgrado en las áreas de Comercio Internacional, Relaciones Internacionales y Diplomacia.
|  | Universidad               | Fundación | Acrónimo | Tipo                |
|  | ------------------------- | --------- | -------- | ------------------- |
|  | Universidad de Heidelberg | 1386      | RKUH     | Universidad pública |

El programa alemán para el fomento de la investigación científica y las actividades académicas de alto nivel, financiado con recursos federales y regionales, llevó a cabo en 2007 un «concurso de excelencia» entre los centros de estudios superiores del país. Resultaron ganadoras seis universidades de todo el país, entre las que se encontraba la de Heidelberg, siendo distinguida con la etiqueta de Universidad de élite. Este reconocimiento fue confirmado en la segunda ronda de la iniciativa de excelencia y en la posterior estrategia de excelencia del gobierno alemán.
En 2006 uno de cada cinco habitantes de la ciudad era un estudiante universitario.

### Centros de investigación
Además de los centros de investigación e institutos de la universidad, existen numerosas instituciones de investigación situadas en la ciudad de Heidelberg. Entre ellas están el Laboratorio Europeo de Biología Molecular (EMBL), la Organización Europea de Biología Molecular (EMBO), el Centro Alemán de Investigación del Cáncer (DKFZ (Centro Alemán de Investigación Oncológica)), el Instituto Max Planck para la Investigación Médica, el Instituto Max Planck de Astronomía, el Instituto Max Planck de Física Nuclear, el Instituto Max Planck de Derecho Público Comparado y Derecho Internacional.

### Escuelas primarias e institutos de enseñanza secundaria
Heidelberg cuenta con un total de 23 escuelas primarias. Existen numerosas instituciones de educación secundaria, tanto públicas como privadas, que representan a todos los niveles del sistema educativo alemán. Hay 14 Gymnasiums, seis de los cuales son privados. El 52% de los estudiantes de secundaria asisten a un Gymnasium. Heidelberg figura por encima de la media alemana, tal vez debido al gran número de universitarios que hoy en día están viviendo en Heidelberg y en sus alrededores. Entre los institutos de segunda enseñanza Gymnasiums se cuentan el Kurfürst-Friedrich, el Bunsen-Gymnasium, el Helmholtz, el Hölderlin-Gymnasium y el Elisabeth-von-Thadden-Schule. Hay siete Realschule, diez Hauptschule y nueve escuelas vocacionales (las llamadas Berufsschule). También hay varias escuelas de Educación para adultos con diferentes especializaciones.

## Cultura

### Eventos

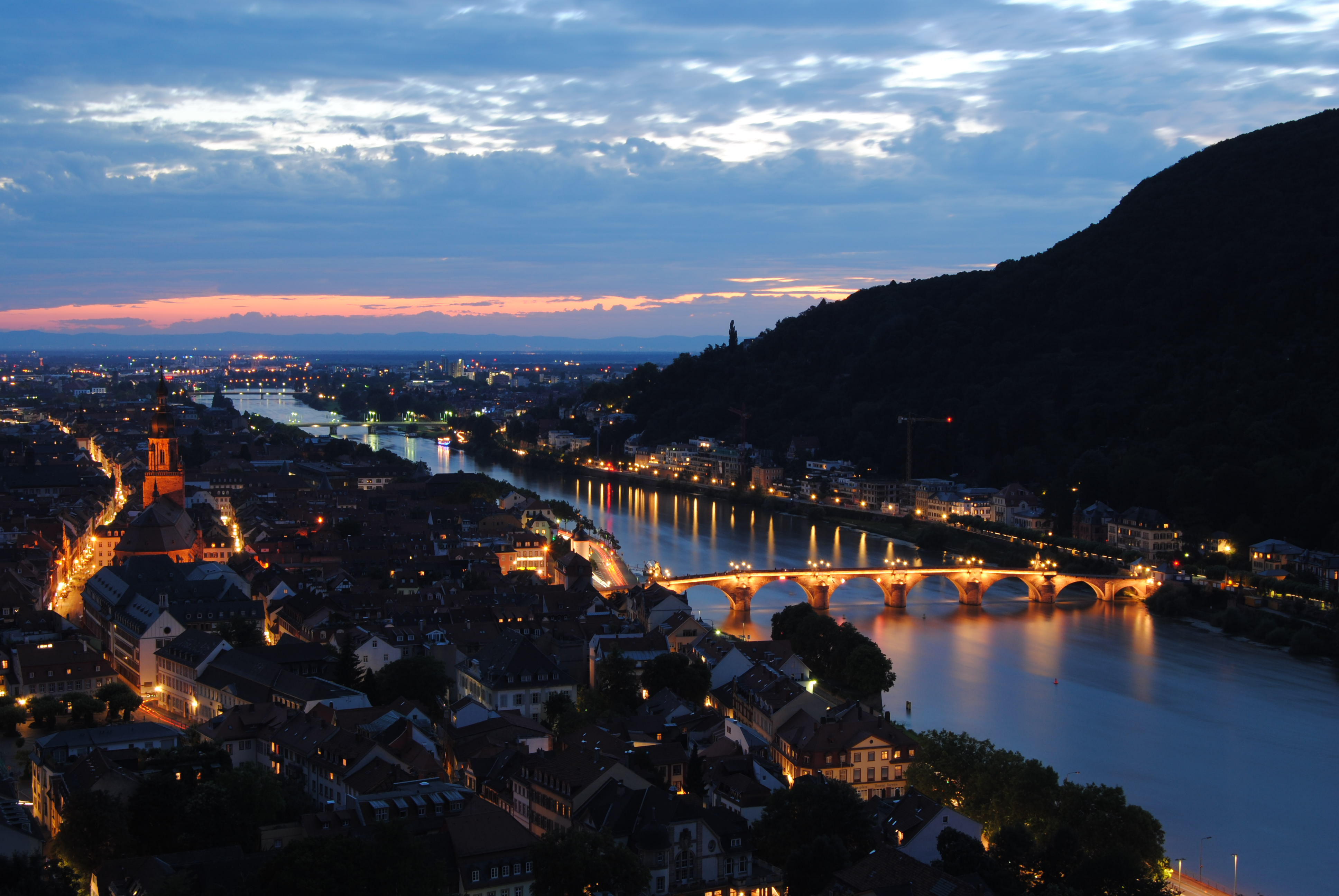
El viejo puente iluminado.

Durante todo el año hay diferentes festivales y eventos patrocinados y organizados en Heidelberg, en el mes de febrero, incluidos el Ball der Vampire (Baile de los Vampiros) y el Fasching, el equivalente de Mardis Gras o el Carnaval en alguna región alemana, con una gigante fiesta de disfraces con la temática de vampiros en el castillo local o el ayuntamiento. En marzo o abril el Heidelberger Frühling (Primavera de Heidelberg), el Festival de Música Clásica y el mercado internacional de huevos de Pascua se llevan a cabo. Durante el último fin de semana de abril hay un medio maratón que es organizado anualmente. En verano está la Frühlingsmesse en la Messeplatz (mayo) y la iluminación del castillo y el puente con luces y fuegos artificiales se llevan a cabo. En septiembre, cada último sábado el Festival de Otoño de la Ciudad Vieja es celebrado. Incluye un mercado medieval, un mercado de las artes y artesanías, un mercado de pulgas, y música de Samba Rock. Durante octubre y noviembre están los Días de Cine Heidelberger y un festival de jazz. Cada año en noviembre el Festival Internacional de Cine de Mannheim-Heidelberg toma lugar en la ciudad. El festival presenta películas de arte de nuevos directores internacionales y se lleva a cabo conjuntamente por ambas ciudades. Durante Navidad hay un mercado de Navidad en toda la parte antigua de la ciudad. Un regalo famoso es el chocolate llamado Heidelberger Studentenkuß (beso de estudiante).

### Cines
El Karlstorkino ofrece un programa de arte, clásicos raros y largometrajes. Aquí, la mayoría de las películas son mostradas en la versión original. El Harmonie Lux ha tenido una vez el programa convencional de Hollywood antes de su cierre en 2014, mientras que los pequeños cines independientes Gloria y Gloriette así como Kamera también muestran películas de arte, sobre todo en las versiones alemanas. Existen planes para un cine más grande en el nuevo distrito de Bahnstadt, que va a ofrecer tanto éxitos de taquilla como películas de arte, este cine ha estado en proceso de construcción desde 2013.

### Museo y exposiciones
Entre los museos más prominentes de Heidelberg, son por ejemplo el Museo Carl Bosch, el cual muestra la vida y el trabajo del químico y ganador del premio Nobel Carl Bosch. Luego está el Centro de Documentación y Cultura Alemán Sinti y Roma (Dokumentations und Kulturzentrum Deutscher Sini und Roma) que describe el genocidio nazi de los pueblos Sinti y Roma. El Museo del Embalaje Alemán (Deutsches Verpackungsmuseum) ofrece una visión general sobre la historia de embalaje y productos de embalaje, mientras que el Museo de la Farmacia Alemana (Deutsches Apothekenmuseum) el cual está localizado en el castillo ilustra la historia de la Farmacia en Alemania. El Museo Kurpfälzisches (Museo Palatinado) ofrece una gran colección de arte y algunos artefactos arqueológicos romanos de la región. En honor de Friedrich Ebert establecieron el monumento conmemorativo del Presidente Friedrich Ebert el cual recuerda la vida del primer jefe democrático de Alemania. Además, hay visitas guiadas en la mayoría de los monumentos históricos de Heidelberg, también como visitas turísticas a través de la ciudad disponible en varios idiomas.

### El Romanticismo de Heidelberg

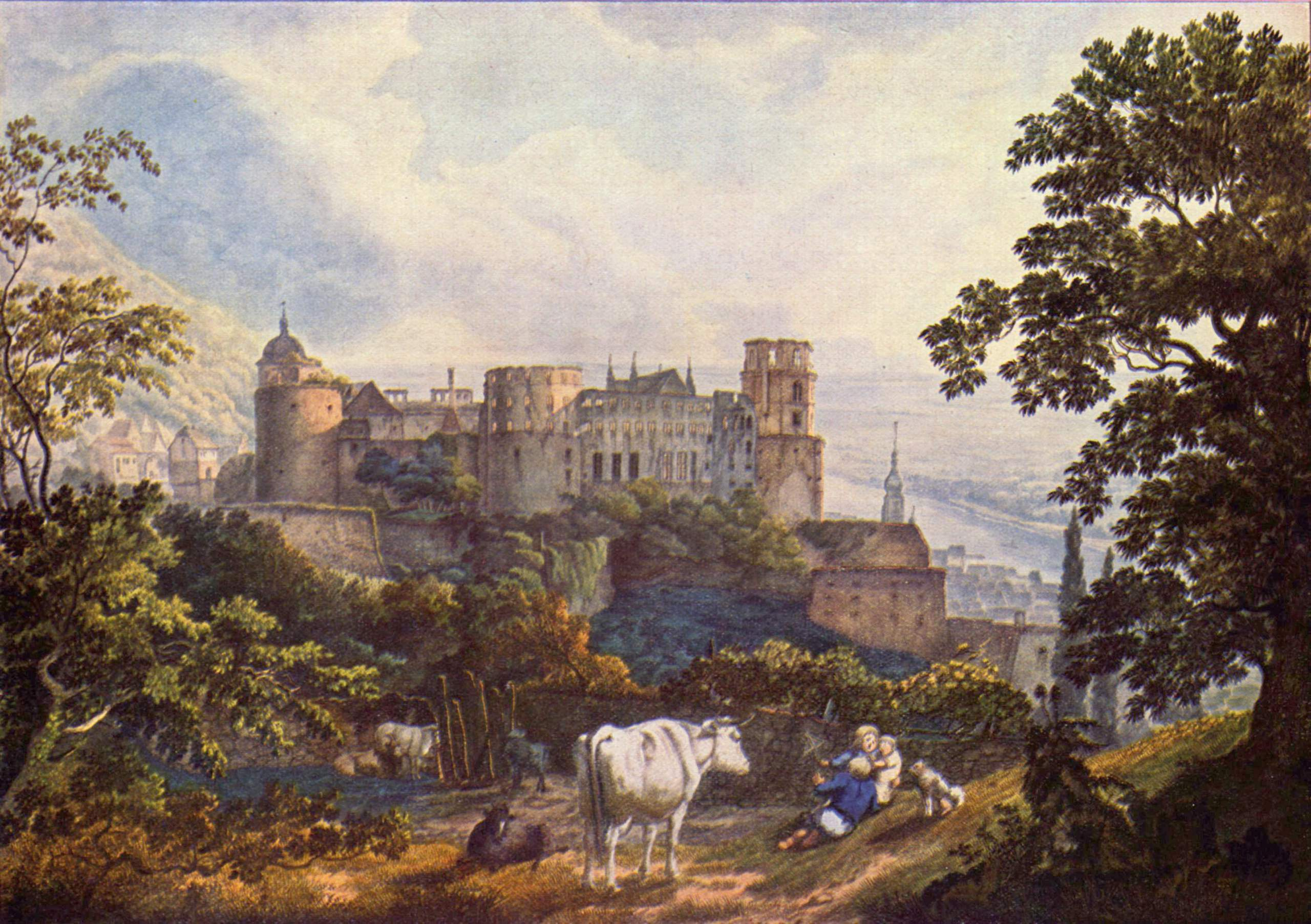
Cuadro romántico de las ruinas del Castillo de Heidelberg.

Heidelberg fue el centro de la época del Romanticismo en Alemania. Hubo un famoso círculo de poetas tales como Joseph von Eichendorff, Johann Joseph von Görres, Ludwig Achim von Arnim y Clemens Brentano. Una reliquia del Romanticismo es el Paseo de los Filósofos (en alemán: Philosophenweg), un pintoresco sendero para caminar en el cercano Heiligenberg, con vistas a Heidelberg.
La época romántica de la filosofía y la literatura alemana ha sido descrita como un movimiento en contra de las teorías clásicas y realistas de la literatura, un contraste con el racionalismo de la Época de la Ilustración. Se elevó el medievalismo y elementos del arte y la narrativa percibidos como de la época medieval. También enfatizó en el arte popular, la naturaleza y una epistemología basada en la naturaleza, la cual incluía la actividad humana condicionada por la naturaleza en la forma del lenguaje, usos y costumbres.

## Lugares de interés

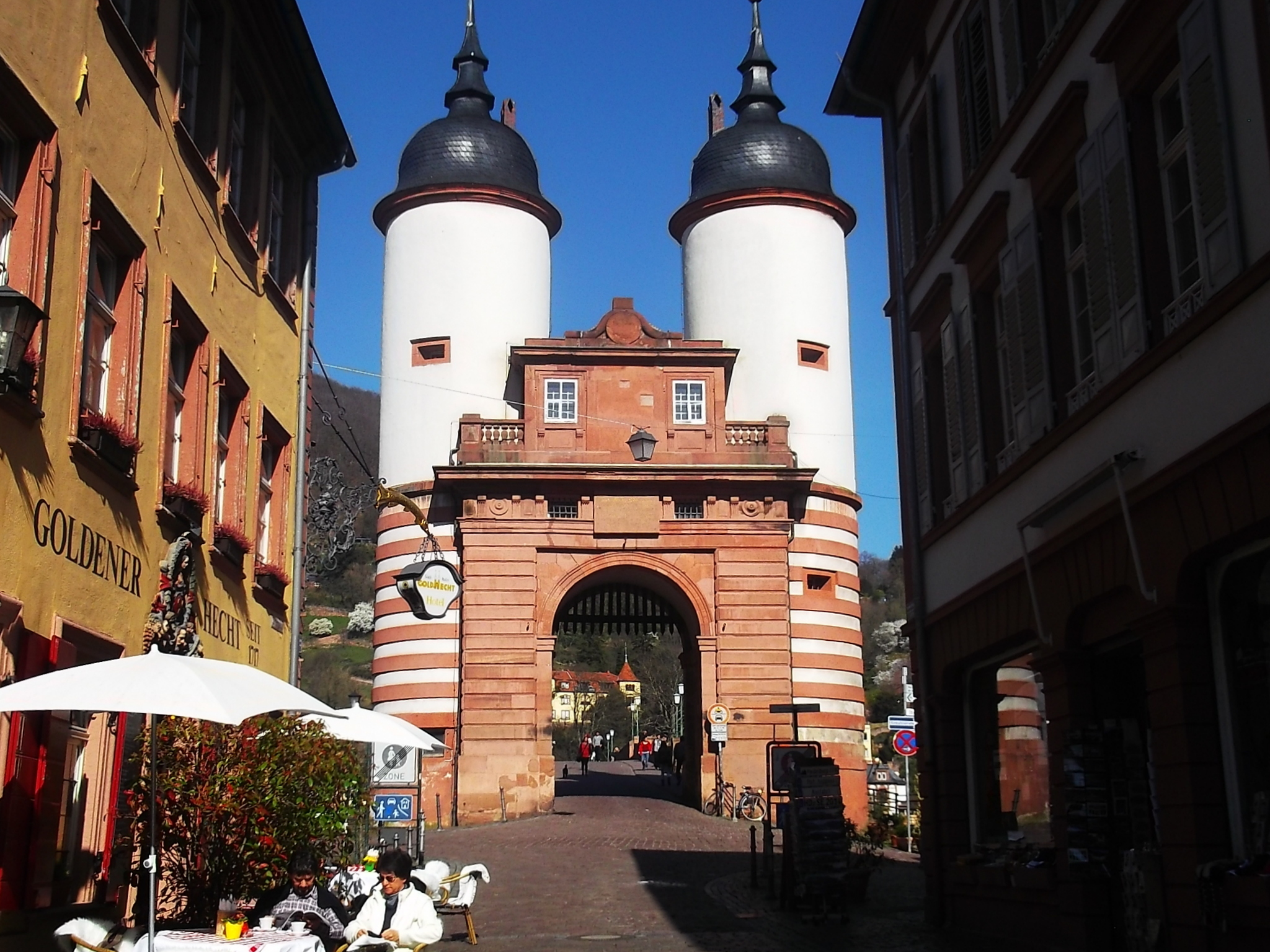
Puerta de Heidelberg

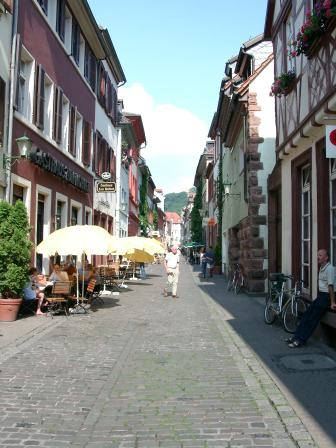
Una calle lateral de la zona peatonal.

Vista de Heidelberg desde el castillo.

Según un informe de la Escuela Superior de Medicina de Hannover publicado en 2007, es la tercera «ciudad más saludable» de Alemania, solamente superada por Ulm y Erlangen. El análisis tomó en cuenta valores como la calidad del aire, el servicio médico y la cantidad de espacios verdes y deportivos entre otros factores.
Como es característico en la mayoría de las ciudades alemanas, el transporte público está bien organizado y es fácil desplazarse por la ciudad en calidad de turista.
La ruta del vino pasa por la ciudad de Neustadt an der Weinstraße, cerca de Heidelberg.

### Castillo de Heidelberg
El castillo de Heidelberg no solo es el lugar más destacado de la ciudad, sino la ruina más famosa de Alemania. Consta de varios edificios, incluida la Dicker Turm («torre gruesa») que fue dinamitada y el jardín desde donde se tiene una magnífica vista sobre el valle y la urbe. En su interior alberga el Museo Alemán de Farmacia y el barril grande del castillo de Heidelberg. Cada año hay espectáculos populares, como los Schlossfestspiele (festivales teatrales en el castillo-palacio) y bailes como el Ball der Vampire («baile de los vampiros»).

### Centro histórico
El centro histórico de Heidelberg está bien conservado y consiste principalmente en una gran zona peatonal en donde se encuentran varias iglesias, como la Heiliggeistkirche («iglesia del Espíritu Santo»), y muchos edificios de estilo barroco. Aquí también se halla el centro de la Universidad de Heidelberg con su biblioteca y el Studentenkarzer («cárcel de estudiantes»), así como tiendas y bares.

### Iglesias importantes

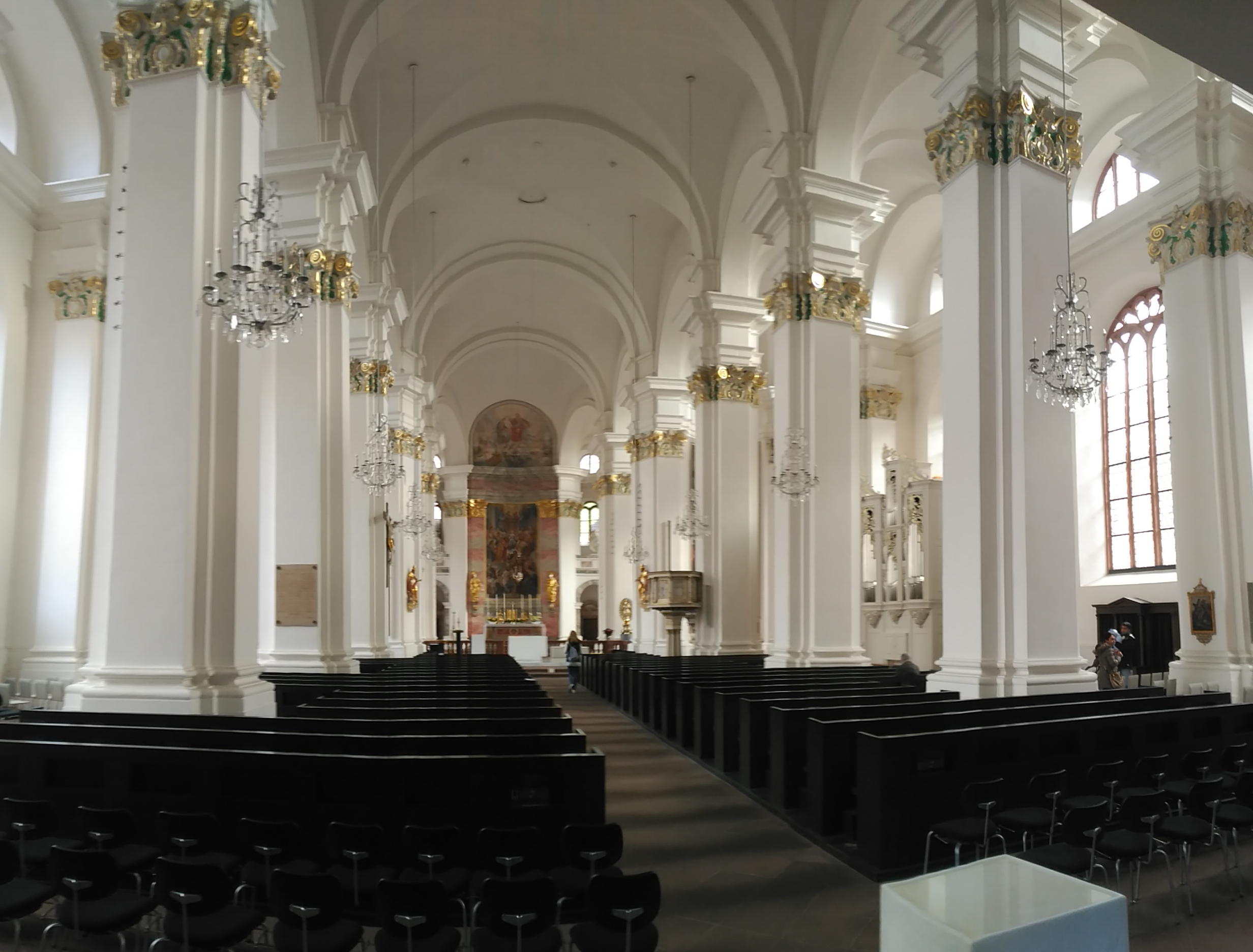
Interior de la iglesia de los Jesuitas

La iglesia del Espíritu Santo es la más conocida de Heidelberg. Se encuentra en el centro de la ciudad, no lejos del castillo de Heidelberg. En el pasado albergó la famosa Bibliotheca Palatina, pero durante la guerra de los Treinta Años robaron la colección de manuscritos e impresos antiguos del príncipe del Palatinado Maximiliano I y se la regalaron al papa. Dentro de poco se comenzará a restaurar esta iglesia. La entrada oeste volverá a ser la entrada principal.
La iglesia de San Pedro es la iglesia más antigua de Heidelberg. Es probable que esta iglesia haya sido construida antes de la misma fundación de Heidelberg. Se calcula su antigüedad en 900 años. En la Edad Media tardía fue convertida en capilla universitaria.
Es el lugar de sepultura de unos ciento cincuenta profesores y nobles del Palatinado. Entre otros, allí está enterrado Marsilio de Inghen, el rector fundador de la Universidad de Heidelberg. En 1883 se plantó el pino de Lutero en la parte oriental para celebrar el cuatricentenario del nacimiento de Martín Lutero.
La iglesia de los Jesuitas se encuentra más cerca de la plaza de Bismarck. Fue construida en 1749 y está considerada como una muestra de la contrarreforma en Heidelberg; fue un centro del barrio de los jesuitas.
En esta ciudad Federico III del Palatinado pidió a los jóvenes teólogos Zacarías Ursino y Gaspar Oleviano redactar el Catecismo de Heidelberg como un documento pedagógico en lograr la unidad de doctrina al ver el príncipe un desacuerdo mientras se llevaba a cabo la Santa Cena y de esa manera lograr que las iglesias enseñen las doctrinas Bíblicas sin ninguna diferenciación entre una iglesia y otra del Palatinado.

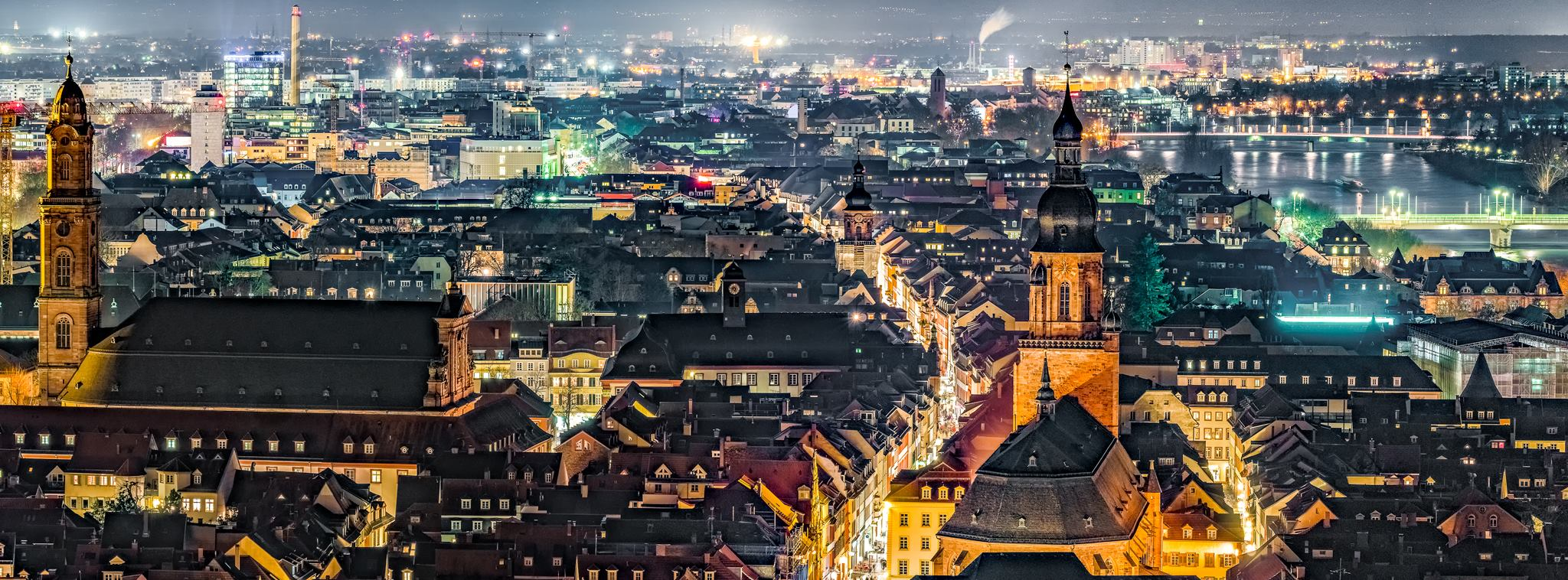
De izquierda a derecha: la iglesia de los jesuitas, la iglesia de la Providencia y la iglesia del Espíritu Santo en el casco antiguo de Heidelberg, a orillas del Neckar

### Puente antiguo
Su verdadero nombre es Carl-Theodor-Brücke («puente de Carlos Teodoro»), denominado así en honor al Príncipe Elector Carlos Teodoro, quien lo mandó construir antes de 1786 en el mismo lugar donde había habido otros puentes desde 1248, por lo que se lo conoce como «el puente antiguo» de Heidelberg.

## Eventos regulares
Los siguientes acontecimientos se celebran cada año:
- Abril: Media maratón el último fin de semana de abril
- Mayo: Regata de remo en el río Neckar
- Julio/agosto: Heidelberger Schlossfestspiele, en el patio del castillo.
- Junio y septiembre: El primer sábado de junio y septiembre y el segundo de julio tiene lugar la Schlossbeleuchtung con fuegos artificiales desde el puente antiguo.
- Septiembre: "Herbstfest", se celebra el comienzo del otoño con conciertos y mercados en la ciudad
- Octubre/noviembre: Enjoy Jazz, un festival internacional de jazz
- Noviembre/diciembre: Mercado navideño